# Tamás Sulyok
Tamás Sulyok (ur. 24 marca 1956 w Kiskunfélegyházie) – węgierski prawnik, w latach 2016–2024 prezes Trybunału Konstytucyjnego, od 2024 prezydent Węgier.

## Życiorys
Z wykształcenia prawnik, w 1980 ukończył studia na Uniwersytecie Segedyńskim. W 2004 został absolwentem prawa europejskiego na Uniwersytecie Loránda Eötvösa, a w 2013 doktoryzował się na macierzystej uczelni. W 1982 podjął pracę w zawodzie radcy prawnego, od 1991 praktykował w zawodzie adwokata. W latach 2000–2014 był konsulem honorowym Austrii w Segedynie. Od 2005 gościnnie wykładał prawo konstytucyjne na Uniwersytecie Segedyńskim.
We wrześniu 2014 został sędzią Trybunału Konstytucyjnego. W marcu 2015 objął funkcję wiceprzewodniczącego tej instytucji, a w listopadzie 2016 Zgromadzenie Narodowe wybrało go na urząd przewodniczącego trybunału.
W lutym 2024 posłowie rządzących ugrupowań Fidesz i KDNP wysunęli jego kandydaturę na urząd prezydenta Węgier. Doszło do tego w okresie kryzysu politycznego – prezydent Katalin Novák podała się do dymisji w związku ze skandalem dotyczącym ułaskawienia wicedyrektora placówki opiekuńczej skazanego za tuszowanie przestępstw pedofilskich swojego przełożonego. 26 lutego 2024 parlament przyjął jej rezygnację, na skutek czego obowiązki prezydenta Węgier objął przewodniczący Zgromadzenia Narodowego László Kövér. Jeszcze tego samego dnia posłowie wybrali Tamása Sulyoka na nowego prezydenta (w tajnym głosowaniu „za” oddano 134 głosy; był jedynym kandydatem). Urzędowanie rozpoczął 5 marca tego samego roku.

## Odznaczenia
- Order Świętego Stefana (ex officio, 2024)[9]
- Krzyż Wielki z Łańcuchem i Złotopromienną Gwiazdą Orderu Zasługi (ex officio, 2024)[9]